# Jining, Ulanqab
Jining, tidigare romaniserat Tsining eller Chining, är ett stadsdistrikt och säte för stadsfullmäktige i Ulanqab i den autonoma regionen Inre Mongoliet i norra Kina.
Jining var tidigare en stad på häradsnivå. När Ulanqab ombildades till en stad på prefekturnivå 2003 blev Jining ett stadsdistrikt i den nya staden. 